# 高成
高成，福建興化府莆田縣人，明朝政治人物、進士出身。
洪武十八年，登乙丑科殿試二甲第九十名，授馬平縣知縣。 